# Matej Ferjan
Matej Ferjan, slovenski spidvejist, * 5. januar 1977, Ljubljana, † 22. maj 2011, Gorzów Wielkopolski, Poljska.
Ferjan je osvojil naslove slovenskega prvaka v letih 1997, 1998, 1999, 2000 in 2001, madžarskega državnega prvaka v letih 2003, 2004, 2006, 2007, 2008 in 2009 ter kontinentalnega prvaka leta 2000. Leta 1998 je osvojil tretje mesto na svetovnem prvenstvu do 21 let, leta 2004 pa drugo na evropskem prvenstvu. V sezonah 2001 in 2002 je nastopal na Grand Prix dirkah elitnega razreda. 22. maja 2011 so ga našli mrtvega na svojem domu v poljskem mestu Gorzów Wielkopolski.